# 金文泰公共圖書館
1°18′53.496″N 103°45′51.186″E / 1.31486000°N 103.76421833°E
金文泰公共圖書館 （英語：Clementi Public Library）是一所位于金文泰规划区新加坡圖書館管理局旗下的公共圖書館。此图书馆位于金文泰广场里的五楼。2001年图书馆正式开幕。

## 历史
2001年4月23日金文泰公共圖書館正式于金文泰广场的五楼开幕，时任新加坡贸易与工业部长林勋强主持了开幕典礼。图书馆藏品共计174,263件，座位则有约200个。

## 場內設備
金文泰公共圖書館的設施包括：
- 成人圖書館
- 兒童圖書館

## 交通
附近的交通设施包括
- 金文泰地铁站
- 金文泰巴士转换站